# Лъв на Свети Марк
Под Лъв на Свети Марк (на италиански: Leone di San Marco) или Марковски лъв (Leone Marciano) се има предвид символичното изображение на евангелист Марк, изобразен под формата на крилат лъв. Други елементи, присъстващи в различни комбинации, са ореолът на главата му и отворената книга между лапите с надписа PAX TIBI MARCE / EVANGELISTA MEVS („Мир на тебе, Марк, евангелист мой“).

## Описание
Лъвът на Свети Марк е вековният символ на италианския град Венеция, на неговата древна република и настоящ символ на общината и на Метрополен град Венеция, както и на регион Венето и на множество други италиански граждански, военни и политически органи и администрации.
Марковският лъв се появява във всички градове, които са били под управлението на Венецианската република (обикновено на главните площади и на исторически сгради). Среща се на знамена, щандарти, гербове, кладенци, статуи и монети. Появява се както на търговското, така и на военноморското знаме на Италия. Едно от най-старите му изображения е от XIII век и е изложено в Музей „Корер“ във Венеция. Става въпрос за т. нар. лъв in moleca (т.е. свит като рак – moleca на венециански), излизащ от водите, който се е намирал в основата на камбанарията на Свети Апонал.
Фигурата на лъва на Свети Марк също е символ на наградата на Филмовия фестивал във Венеция –  Златния лъв, на Дженерали Застраховане, и е върху фланелките на Бенетон Ръгби Тревизо и на ФК „Венеция“. Използва се от Африканската армия на САЩ (USARAF) – бивша Южноевропейска оперативна група (SETAF), базирана във Виченца. Фигурата му също е символът и логото, което се появява на фланелките и банерите на ФК „Латина“ в чест на Свети Марк – един от двамата светци покровители на града и на населението, идващо предимно от земите на Венето, което се заселва в Понтийските блата, като допринася за рекултивацията и за изкупуването на блатата през 20-те и 30-те години на XX век.

## Лъвът на площад „Сан Марко“ във Венеция
Най-известният лъв е може би този, поставен над колоната, която все още доминира площад „Сан Марко“ във Венеция. В действителност бронзовата статуя е хибрид между лъв и грифон, създаден е в Ранния източен елинизъм от гръцки или гръко-йонийски творец между края на IV и началото на III век пр.н.е., след това преработен като крилат лъв и реставриран няколко пъти.
Според много учени това е паметник в чест на Сандас – бог на град Тарс в Киликия. Тук, според проучванията на археолозите, около III век е съществувал паметник, в който божеството е стояло върху голям крилат и рогат лъв, с външен вид, съвместим с този на лъва на Свети Марк. Тарс е бил епископско седалище поне до VI век и е правдоподобно тази статуя да е била разрушена, защото е била смятана за езическа, запазвайки само простото изображение на лъв (или грифон с лъвска глава). Докато венецианците, които обикновено са носели военна плячка у дома, не са взели статуята.

## Прочит на изображението

### Свети Марк и лъвът в универсалната християнска символика
Представянето на Свети Марк под формата на лъв е типично за екзегезата на Отците на Църквата и за християнската иконография, и произлиза от пророческите видения, съдържащи се в стих от Откровението на Йоан (4, 7). Лъвът всъщност е едно от четирите живи същества, описани в книгата като поставени около трона на Бог и възнамеряващи да пеят хваленията му, избрани след това въз основа на асоциацията, посочена от Свети Йероним, като символи на четиримата евангелисти. Преди това тези същества са описани от пророк Йезекиил в неговата книга, съдържаща се в Стария завет.
Лъвът се свързва със Свети Марк въз основа на думите, с които започва неговото Евангелие във връзка със свети Йоан Кръстител, който проповядвал в пустинята, където имало диви зверовеː
| „                       | Начало на Евангелието на Иисуса Христа, Сина Божий, 2. както е писано у пророците: „Ето, Аз изпращам пред лицето Ти Моя Ангел, който ще приготви Твоя път пред Тебе.“ 3. „Гласът на викащия в пустинята говори: пригответе пътя на Господа, прави правете пътеките Му.“ | “ |
| Евангелие от Марк 1,1-3 | |   |

В християнското въображение Йоан Кръстител носи лъвска кожа (въпреки че в Евангелието от Марк се съобщава, че е носел камилска кожа) и евангелската фраза на гласа, който вика в пустинята, припомня идеята за рева в пустинята.
Лъвът също символизира силата на словото на евангелиста, крилете – духовно извисяване, а ореолът е традиционният християнски символ на светостта.

### Асоциация между лъва на Свети Марк и Венеция
Връзката между лъва на Свети Марк и Венеция произтича от древна традиция, според която ангел във формата на крилат лъв се обръща към светеца, претърпял корабокрушение в лагуните, с фразата: «Pax tibi Marce, evangelista meus. Hic requiescet corpus tuum» („Мир на теб, Марк, мой евангелист. Тук ще почива тялото ти“), съобщавайки му, че тялото му един ден ще намери мир и почит в тези земи. Книгата, често погрешно свързвана с Евангелието, съдържа приветствените думи на лъва и на  повечето венециански изображения е представена отворена, обикновено с надпис на латински език PAX TIBI MARCE EVANGELISTA MEVS.
Символът на лъва също така изразява хералдическото значение на величие и сила (последната черта е подчертана преди всичко от повдигнатата опашка), докато книгата добре изразява понятията за мъдрост и мир, а ореолът придава образ на религиозно благочестие. Мечът, в допълнение към значението на сила, също е символ на справедливостта и всъщност се повтаря в изображенията, антропоморфни или други, на Юстиция. Следователно присъстват символично всичките характеристики, с които Венеция обича да мисли и описва себе си: величие, сила, мъдрост, справедливост, мир, военна сила и религиозно благочестие.
Има многобройни възможни символични интерпретации относно комбинацията от меч и книга:
- само отворената книга се счита за символ на суверенитета на държавата (има множество изображения на дожите на Венецианската република, коленичили пред това представяне);
- само затворената книга пък се смята за символ на делегиран суверенитет и следователно на публични магистрати;
- отворената книга (и мечът на земята, който не се вижда) е популярно, но погрешно считана за символ на условието за мир за Венецианската република;[6][7]
- затворената книга и държаният меч се смятат популярно, но погрешно за символ на военното състояние на Венецианската република;[8][9]
- отворената книга и държаният меч в крайна сметка са символ на обществената справедливост.

Тези тълкувания обаче не са общоприети, тъй като Венецианската република никога не е кодифицирала своите символи, представени по много разнообразен начин. Редки, но присъстващи са и изображения на лъв без книга, меч и понякога ореол (особено в статуите).
След завладяването на континента през XV век в изображенията лъвът опира предните си лапи на сушата, в която често също се появява град с кули, а задните му лапи са върху водата: това конкретно представяне има за цел да посочи Континенталните владения а Венецианската република (Stato da Tera) в допълнение към оригиналните Морски владения (Stato da Mar).

## Различни версии на лъва на Свети Марк
Образът на лъва на Свети Марк може да бъде представен в над петдесет вариации (като напр. на задни лапи, отрязан, легнал, коронован, с двойна или раздвоена или възлеста опашка, спящ, разполовен, окован, без опашка, с нещо в устата, седнал, вървящ, излизащ отдолу или отстрани, с риба опашка, крилат, обезоръжен, с ореол... стоящ на предните си крака, с глава поставена отпред, издигащ се от водата, като рак). Основните позиции са:
| Позиция        | Пример                 | Описание |
| -------------- | ---------------------- | --- |
| вървящ         |                        | Когато е възможно да се види цялото тяло на лъва в профил, на три крака, докато предният десен крак лежи върху книга. Това е традиционно представяне, видимо на знамена и големи статуи, където има много място за пълно представяне |
| на задни крака | изображение от 1651 г. | В профил и изправен на задни крака, а с предните държи книга и меч. |
| in moléca      |                        | Приклекнал и разположен фронтално с разперени като ветрило крила, придобивайки вид на рак с отворени щипци (на венециански диалект moléca е точно името на малките раци в периода на линеене). Това е версия, широко използвана на малки пространства поради своята простота и графична компактност, особено върху монети, печати, гербове и смачкани барелефи. |

С идването на французите във Венето след 1797 г. каменният лъв е „демократизиран“ и на отворената книга е сложен надписътː „ПРАВА И ЗАДЪЛЖЕНИЯ / НА ЧОВЕКА И ГРАЖДАНИНА“. По време на френското управление Марковският лъв е представен с фригийска шапка на светлосин фон в рамките на герба на Кралство Италия (1805-1814) . През онези години Комитетът за обществено спасение – орган на Община Венеция, оплаквайки се от сериозната политическа ситуация в града, създава Наказателен съвет, за да започне репресиите срещу несъгласието и постановява смъртно наказание за всеки, който е произнесъл древното мото „Да живее Свети Маркǃ“; освен това стотици крилати лъвове и скулптури, изобразяващи Република Венеция, са унищожени.
В подножието на конния паметник на Виктор Емануил II Савойски (дело на Еторе Ферари от 1887 г.), разположен в Рива дели Скиавони във Венеция, ръмжащият Марковски лъв, поставен пред олицетворението на Италия, символично поставя лявата си предна лапа върху плоча с резултатите от плебисцита на Венето от 1866 г. (който постановява  обединяването на венецианските провинции с Кралство Италия), поставени на свой ред в книгата с традиционния надпис Pax tibi Marce, evangelista meus.
В колаборационистката армия на Италианската социална република, войниците от 1-ви полк „Сан Марко“, който по-късно се включва в 10-та флотилия MAS, носят на пагоните лъв на три лапи с вдигната и затворена книга и в основата мотото Iterum rudit leo (от латинскиː „Лъвът ръмжи още“).
Символът на лагунния полк „Серенисима“ на Италианската република (наричан MAO – „Обикновен пагон на предмишницата“, тъй като се носи на предмишницата на униформите) представлява лъв на Свети Марк in moleca в неговата версия, популярно наречена „военна“ (следователно затворена книга и вдигнат меч), оградена с котва и две пушки.

## Лъвоборство
В годините, последвали окончателното падане на Венецианската република, се извършва иконоборческото „клане“ на лъвовете на Свети Марк, извършено от френските окупатори и местните якобинци, започвайки от 1797 г., като символично унищожаване на стария ред. Тези разрушителни интервенции не се отнасят само до скулптури или живописни изображения на венециански лъвове: гербове, пилони, знамена и други артефакти също често са вандализирани или разкъсани на парчета. Емблематичен е случаят с отличителните знаци на венецианските ректори на Верона, завлечени в калта и след това изгорени от якобинците на площад „Бра“ на 7 май 1797 г., докато те танцуват Карманьола около дървото на свободата, близо до останките на паметника, който току-що са съборили.

Първата вълна на унищожаване на венециански лъвове е по времето на войната на Камбрийската лига, водена срещу Венецианската република от 1508 до 1516 г. от коалиционни войски, особено френски и имперски. Лъвът на Свети Марк обаче е уважаван от австрийците през годините на Реставрацията като знак за прекъсване на Френската революция, както и от османците (макар и в този случай само като военна плячка, която да бъде изложена като триумф) в местата, които те завладяват от Венецианската република.
Най-разпространеното лъвоборство в историята е извършеното от френските якобинци на Наполеон Бонапарт през 1797 г., след легитимисткото въстание на Веронските Великдени. В бившите Континентални владения на Венеция профренските якобински общини принуждават благородническите семейства да съборят или повредят съответните си емблеми от дворците си за тяхна сметкаː така става във Верона между май и юни 1797 г., и в други градове във Венето и Венецианска Ломбардия. Само във Венеция около хиляда лъва извън сградите (с изключение на някои вътре в Херцогския дворец и тези в църквите, които са пощадени) са унищожени от екипи каменоделци, назначени от демократичната община, която с укази от 29 май и 24 юли 1797 г. нарежда да бъдат отсечени или повредени. Във венецианските континентални владения има минимум 4000 големи и малки, повредени или напълно унищожени екземпляри от лъва на Свети Марк. Нахвърлят те върху емблемите на градските врати, стените, обществените и частни сгради и най-вече върху тези, които се открояват от колоните.
Нови вълни на унищожаване на лъвовете на Свети Марк има в края на XIX век от хърватите от австрийското приморие като реакция на италианския национализъм и иредентизъм, който се разпространява в италианските общности на Истрия и Далмация, след това през 1932 – 1933 г. след падането на фашизма и 8 септември 1943 г. до 1945 г., и накрая в Задар през 1953 г., в социалистическа Югославия на Тито. От славянска страна лъвът на Свети Марк вече не се възприема като символ на Венеция или на евангелист Марк, а като символ на италианския национализъм, който го е използвал за пропагандни цели. По време на Втората световна война, парадоксално, пронацистките усташи и комунистическите партизани са обединени от работата по повреждането на лъвовете на Свети Марк и други исторически и художествени паметници с голяма стойност.

## Знамена и щандарти на Венецианската република
Най-старото знаме и символ на Венеция вероятно се състои от златен кръст върху синьо поле (цветовете на Византийската империя, от която формално е част градът). До IX век пазителят на Венеция е Свети Теодор Тирон, към когото впоследствие се присъединява и който е заменен през XIII век от Свети Марк по време на войните срещу Генуезката република, тъй като щандартите, изобразяващи Свети Теодор и Свети Георги Победоносец, са изключително сходни и подвеждат моряците. На корабите е широко използвана Емблемата на Републиката – син флаг, изобразяващ лъва на Свети Марк с меч и златна книга, с цел призоваване на защитата на светеца.
С пренасянето на тялото на евангелист Марк във Венеция и с приемането му за покровител на града и на републиката, светецът започва да се изобразява с човешка фигура в гербове и обществени знамена.

Първите изображения на Свети Марк под формата на крилат лъв изглежда са възприети през 1261 г., когато с падането на Латинската империя Венеция установява по-големи отношения с Египет – земя, чийто султан Байбарс има ходещ лъв като свой герб, и в пристанището на Александрия – градът, чийто първи епископ е светецът. През тази епоха най-известното изображение е това на лъва in moleca (като рак).
В средата на XIV век започват да се показват знамена, изобразяващи класическия Марковски лъв, който върви с книга и меч. През същата епоха тази иконография е общоприета като символ на държавата. В празнични дни знамето на Свети Марк е окачено на abao – предмет, използван първоначално в Константинопол. Този обект се състои от мраморен пиедестал и от стълб, боядисан в червено, върху който е изложено знамето на Венецианската република, често се използва и пред религиозни комплекси, където обаче изложеното знаме носи гербовете на религиозните братства, които го излагат.
Щандартът изобразява Марковския лъв върху синьо поле, ограден с кръстове и златни декорации върху червена лента. Шестте пламъка представляват шестте сестиера на града (днес в сегашното знаме на регион Венето се появяват седем пламъка, по един за всяка от седемте провинции на региона).
Вместо това корабите на флота показват същия щандарт, но на червен фон (както в сегашния щандарт на град Венеция) – цвят, свързан с военната сила от римско време.
След това Марковският лъв също се появява четвъртит в трикольора на ефимерната Република Сан Марко по време на броженията на Рисорджименто от 1848 г.
Използван е и за знамето на Йонийските острови – древно венецианско владение, под руско-турски протекторат като Републиката на седемте обединени острова (1800 – 1807 и  1815 – 1817) и впоследствие като английски протекторат като Обединени щати на Йонийските острови (1817 – 1864). На знамето на тези две държави лъвът държи Библия, затворена върху седем стрели, които символизират седемте острова (Корфу, Кефалония, Закинтос, Санта Маура, Итака, Сериго и Паксос). На знамето на Съединените щати на Йонийските острови знамето на Обединеното кралство е добавено на ръба.

## Галерия с изображения
- Марковският лъв с дожа Франческо Фоскари – Дворец на дожите (Венеция)
- детайл от Марковския лъв, пл. „Синьори“ (Виченца)
- Маркиански лъв на пл. „Ербе“ (Верона)
- Марковският лъв на пл. „Синьори“ в Падуа
- Венециански флаг, пленен от швейцарците
- Щандарт, който свързва лъва на Свети Марк с образ на Мадоната, поддържана от полумесец, също придружен от герба на империята
- Герб на град Венеция: официална миниатюра, приложена към Президентския указ от 6 ноември 1996 г.